# Athletic Club
L'Athletic Club, conegut com a Athletic Club de Bilbao, és un club de futbol basc, de la ciutat de Bilbao, a Biscaia. El Bilbao Athletic, l'equip filial del club, va ser fundat el 1964. Hi ha també una secció femenina de l'Athletic Club que es fundà la temporada 2002-03 sota la direcció del president Javier Uria, absorbint l'equip de futbol femení de la ciutat de Leioa.

## Història
L'esport del futbol va començar a popularitzar-se a Biscaia a les acaballes del segle xix, principalment per la influència dels comerciants anglesos que acudien a Bilbao i la seva zona minera, i dels bilbaïns que havien estudiat a Anglaterra.
L'any 1898, al Gimnàs Zamacois de Bilbao, un grapat de socis van començar a jugar a futbol amb el nom d'Athletic Club. A la fi del 1900, es constitueix el Bilbao F.C. El 1901, sota la presidència de Luis Márquez, es redacta el reglament i acta constitucional de l'Athletic Club. Entre 1901 i 1902, ambdós clubs van jugar diversos partits entre si.
L'any 1902, es va formar el Club Bizcaya, un equip en què participaven jugadors del Bilbao FC i de l'Athletic Club, enfrontant-se a altres equips grans. El primer partit del Bizcaya va ser el 9 de març de 1902, a Bordeus, França, contra el Burdingala. El maig d'aquell any 1902, va participar en el primer Campionat de Copa, anomenat Copa de la Coronació, ja que formava part dels actes de celebració de la coronació del rei Alfons XIII. El Biscaia en resultà campió. Aquesta fusió era, però, circumstancial, ja que les dues entitats, Bilbao F.C. i Athletic Club, continuaven existint de forma independent. Això es mantingué fins al 29 de març de 1903, quan en una assemblea dels socis d'ambdós clubs s'acordà l'ingrés del Bilbao FC a l'Athletic Club. Quan la dictadura de Franco es va iniciar, tots els noms no espanyols van ser obligats a ser canviats. El club s'anomenà Atlético de Bilbao. El 1973 va recuperar el nom original.
El 2011 va organitzar, juntament amb el Museu Guggenheim, el primer campionat de futbol a tres bandes de la península Ibèrica.
Fins a l'actualitat (2025), l'Athletic és, juntament amb el FC Barcelona i el Reial Madrid, un dels tres equips que mai no han descendit a la Segona divisió espanyola de futbol. A més, el club és a la 4a posició del rànquing històric del futbol espanyol, i s'hi ha mantingut durant tota la seva història únicament amb jugadors nascuts o formats futbolísticament a Euskal Herria.
L'any 2015, després de 31 anys sense guanyar cap títol i gràcies a una gran actuació del davanter Aritz Aduriz tant a l'anada com la tornada (marcà un hattrick i un gol, respectivament), guanyà la Supercopa d'Espanya davant el Futbol Club Barcelona, privant el conjunt culer d'aspirar a guanyar sis títols en un any natural.
L'any 2024, després de 40 anys sense guanyar la Copa del Rei, van quedar campions de la competició als penals davant del RCD Mallorca en la final disputada a La Cartuja.

## Estadi

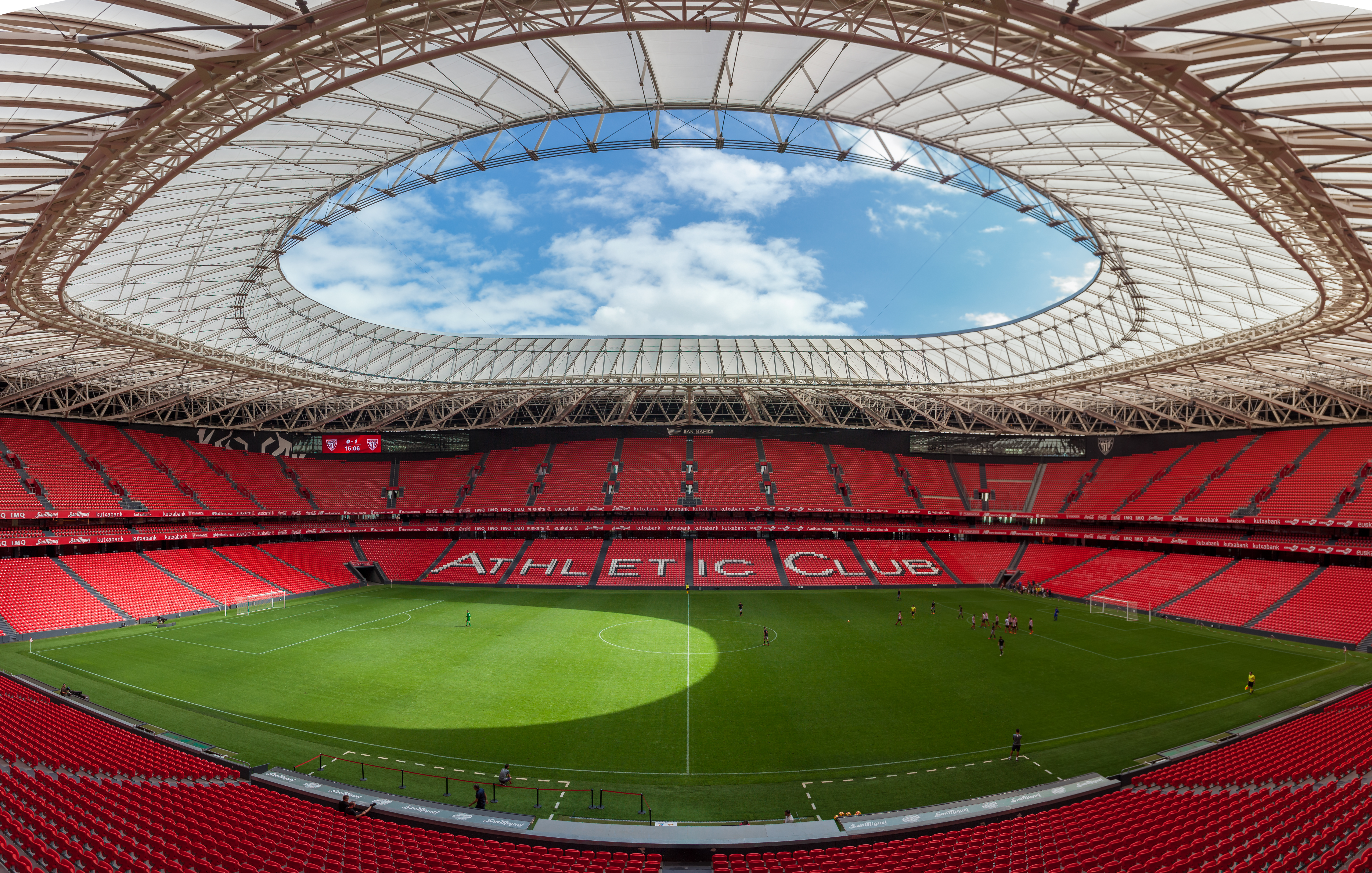
San Mamés, l'estadi de l'Athletic Club

L'Athletic disputa els seus partits a l'Estadi de San Mamés, que va substituir l'antic estadi de San Mamés. San Mamés Barria té una capacitat per a 53.332 espectadors i compleix amb la normativa de la UEFA per ser considerat un "estadi 5 estrelles". L'estadi va formar part de la candidatura conjunta d'Espanya i Portugal als mundials de futbol de 2018 o 2022.
Els camps d'entrenament del club són les Instal·lacions de Lezama, situades a la població biscaïna de Lezama.

## Himne
La música de l'himne oficial la va compondre el músic Feliciano Beobide l'any 1982, amb arranjaments de Carmelo Bernaola. La lletra va ser escrita per Juan Anton Zubikarai. L'himne va ser gravat per primera vegada el 1983. Es va estrenar per primera vegada en l'Estadi de San Mamés el 30 de març de 1983.
Anteriorment va haver-hi altres himnes populars i no oficials el 1913 i 1950.
We Are The Lions (en català Som Lleons) és una cançó publicada el juliol de 2011 pel grup de blues bilbaí Blues 'n' Breakers. Aquesta cançó fou escrita en anglès com a himne de futbol, a l'estil hooligan britànic, amb la voluntat d'animar l'equip de futbol basc Athletic Club durant la participació de l'equip a la Lliga Europa.

## Símbols

### Colors
L'Athletic va començar jugant amb una improvisada equipació blanca, però a la temporada 1902-03, la primera equipació oficial del club va passar a ser samarretes meitat blaves, meitat blanques, similars a les usades pel Blackburn Rovers, que van ser donades per Juan Moser. Més tard, un jove estudiant bilbaí anomenat Juan Elorduy, que passava el Nadal del 1909 a Londres, va rebre del club l'encàrrec de comprar 25 samarretes noves, però no en va trobar prou. Esperant el vaixell de tornada a Bilbao i amb les mans buides, Elorduy es va adonar que els colors de l'equip local Southampton coincidien amb els del Ciutat de Bilbao, i va comprar 50 samarretes per emportar-se-les. En arribar a Bilbao, els directius del club van decidir gairebé immediatament canviar la samarreta de l'equip pels nous colors, i des del 1910, l'Athletic Club juga a ratlles vermelles i blanques. De les 50 samarretes comprades per Elorduy, la meitat es van enviar a l'Atlètic de Madrid, del qual Elorduy era membre del comitè i antic jugador; originalment havia començat com a filial juvenil de l'Athletic de Bilbao. Abans del canvi, només un altre equip a Espanya vestia de vermell i blanc: L'Sporting de Gijón, des de 1905. Els colors del canvi han estat sovint blau i/o blanc, o negre. El 2011, l'Athletic va treure a la venda una equipació visitant verda, blanca i vermella inspirada en la bandera basca (es va utilitzar contra l'Atlètic de Madrid a la final de la Lliga Europa de la UEFA 2012).
Entre 2001 i 2009, l'Athletic també va fabricar els seus propis equipaments de joc, sota la marca 100% Athletic i utilitzant el petit disseny de les celebracions del seu centenari com a logotip del fabricant.
L'Athletic va ser un dels últims grans clubs que no va lluir el logotip d'un patrocinador oficial a les seves equipacions. A la Copa de la UEFA i la Copa del Rei de 2004-05, la samarreta lluïa la paraula "Euskadi" en verd amb el patrocini del Govern Basc. Aquesta política va canviar el 2008, quan l'Athletic va arribar a un acord amb la petroliera biscaïna Petronor per lluir el seu logotip a canvi de més de 2 milions d'euros. Actualment, el logotip de KutxaBank adorna la part davantera dels equipaments de l'Athletic.

### Evolució equipació
| 1898 – 1902 | 1903 – 1909 | 1910 – 1912 | 1913 – 1922 | 1923 – 1949 | 1949 – 1960 | 1960 – 1970 | 1970 – 1974 | 1974 – 1980 |

| 1980 – 1983 | 1983 – 1986 | 1986 – 1989 | 1989-90 | 1990-91 | 1991-92 | 1992-93 | 1993-94 | 1994-95 |

| 1995-97 | 1997-98 | 1998-99 | 1999-01 | 2001-04 | 2004-07 | 2007-09 | 2009-10 | 2010-11 |

| 2011-12 | 2012-13 | 2013-14 | 2014-15 | 2015-16 | 2016-17 | 2017-18 | 2018-19 | 2019-20 |

| 2020-21 | 2021-22 | 2022-23 | 2023-24 |

### Escuts
- 1902-10
- 1910-13
- 1913-22
- 1922

## Rècords
- Major victòria com a local a la Lliga

| Athletic Club | 12–1 | FC Barcelona |
| ------------- | ---- | ------------ |
|               |      |              |

 San Mamés, (Bilbao)        
- Major victòria com a visitant a la Lliga

| CA Osasuna | 1–8 | Athletic Club |
| ---------- | --- | ------------- |
|            |     |               |

 Pamplona, (Navarra)        
- Major derrota com a local a la Lliga

| Athletic Club | 0–6 | FC Barcelona |
| ------------- | --- | ------------ |
|               |     |              |

 San Mamés, (Bilbao)        
- Major derrota com a visitant a la Lliga

| FC Barcelona | 7–0 | Athletic Club |
| ------------ | --- | ------------- |
|              |     |               |

 Camp Nou, (Barcelona)        

## Futbolistes

### Plantilla 2025-26
A 29 juliol 2025
| N. | Pos. | Nac. | Jugador                    |
| -- | ---- | --- | -------------------------- |
| 1  | POR  | [[Fitxer:Flag of the Basque Country.svg\|23x15px\|border \|alt=País Basc\|link=Selecció de futbol del País Basc\|{{#if:\|]] | Unai Simón                 |
| 2  | DEF  | [[Fitxer:Flag of the Basque Country.svg\|23x15px\|border \|alt=País Basc\|link=Selecció de futbol del País Basc\|{{#if:\|]] | Andoni Gorosabel           |
| 3  | DEF  | [[Fitxer:Flag of the Basque Country.svg\|23x15px\|border \|alt=País Basc\|link=Selecció de futbol del País Basc\|{{#if:\|]] | Dani Vivian                |
| 4  | DEF  | [[Fitxer:Flag of the Basque Country.svg\|23x15px\|border \|alt=País Basc\|link=Selecció de futbol del País Basc\|{{#if:\|]] | Aitor Paredes              |
| 5  | DEF  | [[Fitxer:Flag of the Basque Country.svg\|23x15px\|border \|alt=País Basc\|link=Selecció de futbol del País Basc\|{{#if:\|]] | Yeray Álvarez (3r capità)  |
| 6  | MIG  | [[Fitxer:Flag of the Basque Country.svg\|23x15px\|border \|alt=País Basc\|link=Selecció de futbol del País Basc\|{{#if:\|]] | Mikel Vesga                |
| 7  | DAV  | [[Fitxer:Flag of the Basque Country.svg\|23x15px\|border \|alt=País Basc\|link=Selecció de futbol del País Basc\|{{#if:\|]] | Álex Berenguer             |
| 8  | MIG  | [[Fitxer:Bandera de Navarra.svg\|23x15px\|border \|alt=Navarra\|link=Selecció de futbol de Navarra\|{{#if:\|]]              | Oihan Sancet               |
| 9  | DAV  | [[Fitxer:Flag of Ghana.svg\|23x15px\|border \|alt=Ghana\|link=Selecció de futbol de Ghana\|{{#if:\|]]                       | Iñaki Williams (capità)    |
| 10 | DAV  | [[Fitxer:Bandera de Navarra.svg\|23x15px\|border \|alt=Navarra\|link=Selecció de futbol de Navarra\|{{#if:\|]]              | Nico Williams              |
| 12 | DAV  | [[Fitxer:Flag of the Basque Country.svg\|23x15px\|border \|alt=País Basc\|link=Selecció de futbol del País Basc\|{{#if:\|]] | Gorka Guruzeta             |
| 15 | DEF  | [[Fitxer:Flag of the Basque Country.svg\|23x15px\|border \|alt=País Basc\|link=Selecció de futbol del País Basc\|{{#if:\|]] | Iñigo Lekue (2n capità)    |
| 16 | MIG  | [[Fitxer:Flag of the Basque Country.svg\|23x15px\|border \|alt=País Basc\|link=Selecció de futbol del País Basc\|{{#if:\|]] | Iñigo Ruiz de Galarreta    |
| 17 | DEF  | [[Fitxer:Flag of the Basque Country.svg\|23x15px\|border \|alt=País Basc\|link=Selecció de futbol del País Basc\|{{#if:\|]] | Yuri Berchiche (4t capità) |

| N. | Pos. | Nac. | Jugador          |
| -- | ---- | --- | ---------------- |
| 20 | MIG  | [[Fitxer:Flag of the Basque Country.svg\|23x15px\|border \|alt=País Basc\|link=Selecció de futbol del País Basc\|{{#if:\|]] | Unai Gómez       |
| 21 | DAV  | [[Fitxer:Flag of Morocco.svg\|23x15px\|border \|alt=Marroc\|link=Selecció de futbol del Marroc\|{{#if:\|]]                  | Maroan Sannadi   |
| 23 | MIG  | [[Fitxer:Flag of the Basque Country.svg\|23x15px\|border \|alt=País Basc\|link=Selecció de futbol del País Basc\|{{#if:\|]] | Mikel Jauregizar |
| 24 | MIG  | [[Fitxer:Flag of the Basque Country.svg\|23x15px\|border \|alt=País Basc\|link=Selecció de futbol del País Basc\|{{#if:\|]] | Beñat Prados     |
| 27 | DAV  | [[Fitxer:Bandera de Navarra.svg\|23x15px\|border \|alt=Navarra\|link=Selecció de futbol de Navarra\|{{#if:\|]]              | Robert Navarro   |
| 28 | MIG  | [[Fitxer:Flag of the Basque Country.svg\|23x15px\|border \|alt=País Basc\|link=Selecció de futbol del País Basc\|{{#if:\|]] | Peio Canales     |
| 32 | DEF  | [[Fitxer:Flag of the Basque Country.svg\|23x15px\|border \|alt=País Basc\|link=Selecció de futbol del País Basc\|{{#if:\|]] | Adama Boiro      |
| —  | POR  | [[Fitxer:Flag of Mexico.svg\|23x15px\|border \|alt=Mèxic\|link=Selecció de futbol de Mèxic\|{{#if:\|]]                      | Álex Padilla     |
| —  | DEF  | [[Fitxer:Flag of the Basque Country.svg\|23x15px\|border \|alt=País Basc\|link=Selecció de futbol del País Basc\|{{#if:\|]] | Jesús Areso      |
| —  | DEF  | [[Fitxer:Flag of the Basque Country.svg\|23x15px\|border \|alt=País Basc\|link=Selecció de futbol del País Basc\|{{#if:\|]] | Unai Egiluz      |
| —  | MIG  | [[Fitxer:Flag of the Basque Country.svg\|23x15px\|border \|alt=País Basc\|link=Selecció de futbol del País Basc\|{{#if:\|]] | Unai Vencedor    |
| —  | DAV  | [[Fitxer:Flag of the Basque Country.svg\|23x15px\|border \|alt=País Basc\|link=Selecció de futbol del País Basc\|{{#if:\|]] | Adu Ares         |
| —  | DAV  | [[Fitxer:Flag of the Basque Country.svg\|23x15px\|border \|alt=País Basc\|link=Selecció de futbol del País Basc\|{{#if:\|]] | Nico Serrano     |
| —  | DAV  | [[Fitxer:Flag of the Basque Country.svg\|23x15px\|border \|alt=País Basc\|link=Selecció de futbol del País Basc\|{{#if:\|]] | Urko Izeta       |

### Jugadors històrics destacats
- Rafael Moreno, 'Pitxitxi'
- Guillermo Gorostiza
- Agustín Sauto Arana Bata
- Víctor Unamuno
- Telmo Zarra
- Agustín Gaínza
- José Luís López Panizo
- José Ángel Iríbar
- Fidel Uriarte
- Dani
- Rojo I
- José María Orúe Aranguren
- Carlos Ruiz
- Andoni Goikoetxea
- Andoni Zubizarreta
- Julen Guerrero
- Bixente Lizarazu
- Rafael Alkorta
- Ismael Urzaiz
- Joseba Etxeberria
- Pablo Orbaiz
- Javi Martínez
- Fernando Amorebieta
- Fernando Llorente
- Aritz Aduriz
- Asier Villalibre

## Palmarès
- Lliga espanyola (8)
  - 1929-30, 1930-31, 1933-34, 1935-36, 1942-43, 1955-56, 1982-83, 1983-84
- Copa del Rei (24)[22][23][24]
  - 1902 (No oficial), 1903, 1904, 1910, 1911, 1914, 1915, 1916, 1921, 1923, 1930, 1931, 1932, 1933, 1943, 1944, 1945, 1950, 1955, 1956, 1958, 1969, 1973, 1984, 2024
- Supercopa d'Espanya (3)
  - 1984, 2015, 2020-21
- Copa Eva Duarte (1): 1950
- Campionat Regional Nord (3): 1913-14, 1914-15, 1915-16
- Campionat de Biscaia de futbol (14): 1919-20, 1920-21, 1922-23, 1923-24, 1924-25, 1925-26, 1927-28, 1928-29, 1930-31, 1931-32, 1932-33, 1933-34, 1938-39, 1939-40
- Copa Basca (1): 1935

## Trajectòria a les competicions internacionals
- ¹ Fase de grups. Equip eliminat millor posicionat en cas de classificació, equip classificat pitjor posicionat en cas d'eliminació.

| Copa Intercontinental / Mundial de Clubs       | Copa Intercontinental / Mundial de Clubs | Copa Intercontinental / Mundial de Clubs | Copa Intercontinental / Mundial de Clubs | Copa Intercontinental / Mundial de Clubs | Copa Intercontinental / Mundial de Clubs | Copa Intercontinental / Mundial de Clubs | Copa Intercontinental / Mundial de Clubs | Copa Intercontinental / Mundial de Clubs | Copa Intercontinental / Mundial de Clubs | Copa Intercontinental / Mundial de Clubs | Copa Intercontinental / Mundial de Clubs | Copa Intercontinental / Mundial de Clubs | Copa Intercontinental / Mundial de Clubs | Copa Intercontinental / Mundial de Clubs | Copa Intercontinental / Mundial de Clubs | Copa Intercontinental / Mundial de Clubs | Copa Intercontinental / Mundial de Clubs | Copa Intercontinental / Mundial de Clubs | Copa Intercontinental / Mundial de Clubs |
| Edició                                         |                                          |                                          |                                          |                                          |                                          |                                          |                                          |                                          |                                          |                                          |                                          |                                          | Quarts                                   | Semifinals                               | Final / 3r lloc                          |                                          |                                          |                                          |                                          |
| ---------------------------------------------- | ---------------------------------------- | ---------------------------------------- | ---------------------------------------- | ---------------------------------------- | ---------------------------------------- | ---------------------------------------- | ---------------------------------------- | ---------------------------------------- | ---------------------------------------- | ---------------------------------------- | ---------------------------------------- | ---------------------------------------- | ---------------------------------------- | ---------------------------------------- | ---------------------------------------- | ---------------------------------------- | ---------------------------------------- | ---------------------------------------- | ---------------------------------------- |
|                                                |                                          |                                          |                                          |                                          |                                          |                                          |                                          |                                          |                                          |                                          |                                          |                                          |                                          |                                          |                                          |                                          |                                          |                                          |                                          |
| Supercopa d'Europa                             |                                          |                                          |                                          |                                          |                                          |                                          |                                          |                                          |                                          |                                          |                                          |                                          |                                          |                                          |                                          |                                          |                                          |                                          |                                          |
|                                                |                                          |                                          |                                          |                                          |                                          |                                          |                                          |                                          |                                          |                                          |                                          |                                          |                                          |                                          |                                          |                                          |                                          |                                          |                                          |
| Copa d'Europa / Lliga de Campions              |                                          |                                          |                                          |                                          |                                          |                                          |                                          |                                          |                                          |                                          |                                          |                                          |                                          |                                          |                                          |                                          |                                          |                                          |                                          |
| Edició                                         | Fases prèvies                            | Fases prèvies                            | Fases prèvies                            | Fases prèvies                            | Fases prèvies                            | Fases prèvies                            | Fases prèvies                            | Fases prèvies                            | Fases prèvies                            | Fases prèvies                            | Setzens                                  | Vuitens                                  | Quarts                                   | Semifinals                               | Final / 3r lloc                          |                                          |                                          |                                          |                                          |
| 1956-57                                        |                                          |                                          |                                          |                                          |                                          |                                          |                                          |                                          |                                          |                                          | FC Porto                                 | Honvéd                                   | Manchester U.                            |                                          |                                          |                                          |                                          |                                          |                                          |
| 1983-84                                        |                                          |                                          |                                          |                                          |                                          |                                          |                                          |                                          |                                          |                                          | Lech                                     | Liverpool FC                             |                                          |                                          |                                          |                                          |                                          |                                          |                                          |
| 1984-85                                        |                                          |                                          |                                          |                                          |                                          |                                          |                                          |                                          |                                          |                                          | Girondins                                |                                          |                                          |                                          |                                          |                                          |                                          |                                          |                                          |
| 1998-99                                        |                                          |                                          |                                          |                                          |                                          |                                          |                                          |                                          |                                          | Dinamo                                   | Juventus FC ¹                            |                                          |                                          |                                          |                                          |                                          |                                          |                                          |                                          |
| 2014-15                                        |                                          |                                          |                                          |                                          |                                          |                                          |                                          |                                          |                                          | SSC Napoli                               | Shakhtar ¹                               |                                          |                                          |                                          |                                          |                                          |                                          |                                          |                                          |
| Recopa d'Europa                                |                                          |                                          |                                          |                                          |                                          |                                          |                                          |                                          |                                          |                                          |                                          |                                          |                                          |                                          |                                          |                                          |                                          |                                          |                                          |
| Edició                                         |                                          |                                          |                                          |                                          |                                          |                                          |                                          |                                          |                                          |                                          | Setzens                                  | Vuitens                                  | Quarts                                   | Semifinals                               | Final / 3r lloc                          |                                          |                                          |                                          |                                          |
| 1969-70                                        |                                          |                                          |                                          |                                          |                                          |                                          |                                          |                                          |                                          |                                          | Manchester C.                            |                                          |                                          |                                          |                                          |                                          |                                          |                                          |                                          |
| 1973-74                                        |                                          |                                          |                                          |                                          |                                          |                                          |                                          |                                          |                                          |                                          | Torpedo                                  | Beroe                                    |                                          |                                          |                                          |                                          |                                          |                                          |                                          |
| Copa de Fires / Copa de la UEFA / Lliga Europa |                                          |                                          |                                          |                                          |                                          |                                          |                                          |                                          |                                          |                                          |                                          |                                          |                                          |                                          |                                          |                                          |                                          |                                          |                                          |
| Edició                                         | Fases prèvies                            | Fases prèvies                            | Fases prèvies                            | Fases prèvies                            | Fases prèvies                            | Fases prèvies                            | Fases prèvies                            | Fases prèvies                            | Fases prèvies                            | Fases prèvies                            | Setzens                                  | Vuitens                                  | Quarts                                   | Semifinals                               | Final / 3r lloc                          |                                          |                                          |                                          |                                          |
| 1964-65                                        |                                          |                                          |                                          |                                          |                                          |                                          |                                          |                                          |                                          | OFK                                      | Antwerp                                  | Dunfermline                              | Ferencvárosi TC                          |                                          |                                          |                                          |                                          |                                          |                                          |
| 1966-67                                        |                                          |                                          |                                          |                                          |                                          |                                          |                                          |                                          |                                          | Estel Vermeig                            |                                          |                                          |                                          |                                          |                                          |                                          |                                          |                                          |                                          |
| 1967-68                                        |                                          |                                          |                                          |                                          |                                          |                                          |                                          |                                          |                                          | Frem                                     | Girondins                                | Exempte                                  | Ferencvárosi TC                          |                                          |                                          |                                          |                                          |                                          |                                          |
| 1968-69                                        |                                          |                                          |                                          |                                          |                                          |                                          |                                          |                                          |                                          | Liverpool FC                             | Panathinaikos FC                         | Eintracht                                | Rangers                                  |                                          |                                          |                                          |                                          |                                          |                                          |
| 1970-71                                        |                                          |                                          |                                          |                                          |                                          |                                          |                                          |                                          |                                          | Sparta                                   |                                          |                                          |                                          |                                          |                                          |                                          |                                          |                                          |                                          |
| 1971-72                                        |                                          |                                          |                                          |                                          |                                          |                                          |                                          |                                          |                                          | Southampton FC                           | Braunschweig                             |                                          |                                          |                                          |                                          |                                          |                                          |                                          |                                          |
| 1976-77                                        |                                          |                                          |                                          |                                          |                                          |                                          |                                          |                                          |                                          | Újepst                                   | FC Basel                                 | AC Milan                                 | FC Barcelona                             | Molenbeek                                | Juventus FC                              |                                          |                                          |                                          |                                          |
| 1977-78                                        |                                          |                                          |                                          |                                          |                                          |                                          |                                          |                                          |                                          | Servette FC                              | Újpest FC                                | Aston                                    |                                          |                                          |                                          |                                          |                                          |                                          |                                          |
| 1978-79                                        |                                          |                                          |                                          |                                          |                                          |                                          |                                          |                                          |                                          | Ajax                                     |                                          |                                          |                                          |                                          |                                          |                                          |                                          |                                          |                                          |
| 1982-83                                        |                                          |                                          |                                          |                                          |                                          |                                          |                                          |                                          |                                          | Ferencvárosi TC                          |                                          |                                          |                                          |                                          |                                          |                                          |                                          |                                          |                                          |
| 1985-86                                        |                                          |                                          |                                          |                                          |                                          |                                          |                                          |                                          |                                          | Besiktas                                 | Liège                                    | Sporting                                 |                                          |                                          |                                          |                                          |                                          |                                          |                                          |
| 1986-87                                        |                                          |                                          |                                          |                                          |                                          |                                          |                                          |                                          |                                          | Magdeburg                                | Beveren                                  |                                          |                                          |                                          |                                          |                                          |                                          |                                          |                                          |
| 1988-89                                        |                                          |                                          |                                          |                                          |                                          |                                          |                                          |                                          |                                          | AEK                                      | Juventus FC                              |                                          |                                          |                                          |                                          |                                          |                                          |                                          |                                          |
| 1994-95                                        |                                          |                                          |                                          |                                          |                                          |                                          |                                          |                                          |                                          | Anorthosis                               | Newcastle                                | Parma FC                                 |                                          |                                          |                                          |                                          |                                          |                                          |                                          |
| 1997-98                                        |                                          |                                          |                                          |                                          |                                          |                                          |                                          |                                          |                                          | Sampdoria                                | Aston                                    |                                          |                                          |                                          |                                          |                                          |                                          |                                          |                                          |
| 2004-05                                        |                                          |                                          |                                          |                                          |                                          |                                          |                                          |                                          | Trabzonspor                              | Besiktas ¹                               | Àustria                                  |                                          |                                          |                                          |                                          |                                          |                                          |                                          |                                          |
| 2009-10                                        |                                          |                                          |                                          |                                          |                                          |                                          |                                          | Young Boys                               | Tromsø                                   | Nacional ¹                               | RSC Anderlecht                           |                                          |                                          |                                          |                                          |                                          |                                          |                                          |                                          |
| 2011-12                                        |                                          |                                          |                                          |                                          |                                          |                                          |                                          |                                          | Trabzonspor                              | PSG ¹                                    | Lokomotiv                                | Manchester U.                            | Schalke                                  | Sporting                                 | Atlético                                 |                                          |                                          |                                          |                                          |
| 2012-13                                        |                                          |                                          |                                          |                                          |                                          |                                          |                                          | Slaven                                   | HJK                                      | Sparta ¹                                 |                                          |                                          |                                          |                                          |                                          |                                          |                                          |                                          |                                          |
| 2014-15                                        |                                          |                                          |                                          |                                          |                                          |                                          |                                          |                                          |                                          |                                          | Torino                                   |                                          |                                          |                                          |                                          |                                          |                                          |                                          |                                          |
| 2015-16                                        |                                          |                                          |                                          |                                          |                                          |                                          |                                          | Inter                                    | Zilina                                   | FK Partizan ¹                            | Marsella                                 | València CF                              | Sevilla FC                               |                                          |                                          |                                          |                                          |                                          |                                          |
| 2016-17                                        |                                          |                                          |                                          |                                          |                                          |                                          |                                          |                                          |                                          | Rapid ¹                                  | APOEL                                    |                                          |                                          |                                          |                                          |                                          |                                          |                                          |                                          |
| 2017-18                                        |                                          |                                          |                                          |                                          |                                          |                                          |                                          | Dinamo București                         | Panathinaikos FC                         | Zorya ¹                                  | Spartak Moscou                           | Marsella                                 |                                          |                                          |                                          |                                          |                                          |                                          |                                          |
| 2024-25                                        |                                          |                                          |                                          |                                          |                                          |                                          |                                          |                                          |                                          | Braga ¹                                  |                                          | AS Roma                                  | Rangers                                  | Manchester U.                            |                                          |                                          |                                          |                                          |                                          |
| Copa Intertoto                                 |                                          |                                          |                                          |                                          |                                          |                                          |                                          |                                          |                                          |                                          |                                          |                                          |                                          |                                          |                                          |                                          |                                          |                                          |                                          |
| Edició                                         |                                          |                                          |                                          |                                          |                                          |                                          |                                          |                                          |                                          |                                          | Setzens                                  | Vuitens                                  | Quarts                                   | Semifinals                               | Final / 3r lloc                          |                                          |                                          |                                          |                                          |
| 2005-06                                        |                                          |                                          |                                          |                                          |                                          |                                          |                                          |                                          |                                          |                                          | CFR                                      |                                          |                                          |                                          |                                          |                                          |                                          |                                          |                                          |

## Rivalitats

#### Reial Societat
El principal rival històric de l'Athletic Club és la Reial Societat, club veí contra el qual juga el clàssic derbi basc. Tots dos equips han mantingut una gran rivalitat des dels seus inicis, i encara que l'Athletic va tenir una trajectòria notablement superior durant moltes dècades, des dels anys 80 les diferències entre tots dos clubs s'han igualat notablement i, alhora, la rivalitat ha augmentat.

#### FC Barcelona i Reial Madrid
Davant del Reial Madrid i F.C. Barcelona, l'Athletic ha disputat nombrosos títols de Lliga i Copa al llarg de la seva història. L'Athletic Club és l'equip amb més victòries davant de F.C. Barcelona i Reial Madrid en la història del futbol espanyol (79 davant de catalans i 76 davant de madridistes), per davant d'equips com Atlètic de Madrid, València CF, Sevilla o Reial Societat.

#### CA Osasuna
Un altre equip amb què l'Athletic manté una gran rivalitat és el CA Osasuna, amb el qual ha tingut continus frecs en els últims anys.